# 1633 год в науке
В 1633 году произошли различные научные и технологические события, некоторые из которых представлены ниже.

## События
- 22 июня после суда, организованного инквизицией, 69-летний Галилео Галилей признан «сильно заподозренным в ереси» за ослушание церковного запрета на гелиоцентризм. Книга Галилея «Диалог о двух системах мира» была запрещена, а Галилей после показного раскаяния был приговорён к пожизненному тюремному заключению, которое вскоре было заменено на пожизненный домашний арест. В 1992 году католическая церковь признала осуждение Галилея ошибкой[1].
- Открыта Лейденская обсерватория, самая старая действующая университетская обсерватория в мире[2].
- В России в верховьях Камы, где у горы Кужгур близ Соликамска были обнаружены залежи меди, возведён первый в России медеплавильный завод. В 1635 году перенесён в Пыскорский монастырь на реку Кагору и с тех пор называется Пыскорским заводом[3].

## Публикации
- Швейцарский астроном и математик Пауль Гульдин опубликовал трактат «Problema geographicum de discrepantia in numero ac denominatione dierum, quam qui orbem terrarum contrariis viis circumnavigant, et inter se et cum iis qui in eodem loco consistunt, experiuntur».

## Родились
См. также: Категория:Родившиеся в 1633 году
- 1 июня — Джеминиано Монтанари, итальянский астроном (умер в 1687 году).
- 3 ноября — Бернардино Рамадзини, итальянский врач, считается родоначальником медицины профессиональных заболеваний (умер в 1714 году).

## Скончались
См. также: Категория:Умершие в 1633 году
- 7 ноября — Корнелиус Дреббель, голландский изобретатель (род. в 1572 году).